# ガブリエル・マリ
ガブリエル＝マリ（Gabriel-Marie）ことジャン・ガブリエル・プロスペル・マリ（Jean Gabriel Prosper Marie, 1852年1月8日 パリ - 1928年8月29日 カタルーニャ州プッチサルダー）は、フランスの指揮者、作曲家。よく知られる小曲『金婚式』（La cinquantaine）の作者である。

## 生涯
パリ音楽院に学び、はじめ、ピアノ奏者・ティンパニ奏者として活動し、1881年 - 1887年、コンセール・ラムルーの合唱指揮者を勤めた。リヒャルト・ワーグナーに傾倒し、バイロイトにも行き、1887年5月3日、シャルル・ラムルーがパリで初めて『ローエングリン』を上演したときは、その合唱を指揮した。
1887年から1894年まで、国民音楽協会（Société nationale de musique）の演奏会を指揮した。この協会は、フランスの音楽を振興し、若手作曲家に作品発表の機会を与えるため、1871年にサン＝サーンスらの主導で設立され、1886年からはセザール・フランクが、1890年からはヴァンサン・ダンディが会長であった。
1891年からは、トロカデロ宮のオルガン演奏会の指揮もした。トロカデロ宮は、1878年のパリ万博に際して現在のシャイヨ宮のある場所に建築され、そのコンサートホールに大きなオルガンが設置されたのである。
1894年から1902年までボルドーの聖セシリア協会管弦楽団（l'Orchestre de la Société Sainte-Cécile de Bordeaux、現在のボルドー・アキテーヌ国立管弦楽団 Orchestre national Bordeaux Aquitaine）を指揮した。
1902年にマルセイユへ移り住み、シーズン中はそこで、ヴァカンスの時期は保養地のヴィシーのカジノで指揮し、1912年に引退した。
1928年8月、ピレネーのプッチサルダー（プイサルダー）で突然客死した。76歳。死後の1930年、評論集『音楽のために』がパリで出版された。
なお、息子のジャン・ガブリエル＝マリ（Jean Gabriel-Marie, 1907年 - 1970年）も作曲家であった。

## 音楽作品
- 金婚式

ほかに、次の録音あるいは楽譜商品の記事が、ウェブ上にある。（順不同）
- 陽気なセレナード（Sérénade Badine）
- 前奏曲とフーガ（Prélude et Fugue）
- ドシラ……（Do Si La…）
- 新曲集（Nouvelles Compositions）
- 奉献祭（La Présentation）
- 13のスロヴァキアナ（Slovakiana, 13 Pièces）
- 嘆き（Lamento）(1918)
- 至上の幻想（L'Illusion Supreme ）(1922)
- とねりこの木の下で、ワルツ（Sous les frenes）Valse
- 偉大な貴婦人、スコットランド舞踊（La grande dame, Scottische）
- 可愛い顔（Frais minois）